# Madé (Héraklion)
 (juin 2025).
Madé (grec moderne : Μαδέ) est une localité située dans le dème d'Archánes-Asteroússia, dans le district régional d'Héraklion, dans la périphérie de Crète, en Grèce.
Selon le recensement de 2021, elle compte 19 habitants.